# 켈리 매크리리
켈리 매크리리(Kelly McCreary, 1981년 9월 29일 ~ )는 미국의 배우이다.